# Kessleria insulella
Kessleria insulella es una especie de polilla del género Kessleria, familia Yponomeutidae.
Fue descrita científicamente por Moriuti en 1977.